# Céline Hoyeau
Céline Hoyeau, née à Angers (Maine-et-Loire), est une journaliste française, directrice du service Religion de La Croix. Spécialiste des enquêtes sur les dérives sectaires et les abus sexuels dans l'Église catholique, elle est l'auteure de l'ouvrage La Trahison des pères, traduit dans plusieurs langues.

## Biographie
Originaire d'Angers, Céline Hoyeau est diplômée de l'Institut pratique du journalisme. Après avoir passé quatre ans à Radio Vatican (Rome), elle entre en 2009 au service Religion du quotidien catholique La Croix. Son premier reportage à l'étranger porte sur le rapport Murphy (en) et l'omertà des évêques irlandais à propos d'abus sexuels dans l'Église catholique. Son travail l'amène ensuite à enquêter sur Points-Cœur et sur les communautés liées à Marie-Dominique Philippe et à Mansour Labaky.
Elle est cheffe du service Religion de La Croix.
C'est en 2019 que commence son enquête sur les « communautés nouvelles » du Renouveau charismatique, qu'elle publiera en 2021 sous le titre de La Trahison des pères. Ces pères sont les fondateurs de ces mouvements catholiques dont Céline Hoyeau s'est elle-même sentie proche ; elle appartient à la « génération Jean-Paul II » qui a été particulièrement réceptive à ce type de charisme,. Or certains de ces fondateurs ont fait scandale en raison de dérives sectaires ou d'abus sexuels longtemps passés sous silence. Dans cet ouvrage, l'auteure analyse le comportement d'une quinzaine d'entre eux, dont Jean Vanier, Gérard Croissant, Thierry de Roucy, Georges Finet ou les frères Marie-Dominique et Thomas Philippe, en mettant au jour les techniques de manipulation mentale utilisées par ces « maîtres de l’emprise » qui ont su profiter de la vulnérabilité des victimes et des « défaillances de la hiérarchie »,.

## Publications
- Céline Hoyeau et Guillaume Goubert (dir.), Lettres aux catholiques qui veulent espérer, Bayard, 2019 (ISBN 9782227496248)
- Céline Hoyeau, La Trahison des pères : Emprise et abus des fondateurs de communautés nouvelles, Bayard, 2021